# Vesterhever Sogn
Vesterhever Sogn (på tysk Kirchspiel Westerhever) er et sogn i det sydvestlige Sydslesvig, tidligere i Udholm Herred (Landskabet Ejdersted), nu i Vesterhever Kommune i Nordfrislands Kreds i delstaten Slesvig-Holsten. 
I Vesterhever Sogn findes flg. stednavne:
- Siversbøl (Sieversbüll)
- Haienbøl (Hayensbüll)
- Vesterhever
- Vesterhever Kog
- Vestehever Østerkog